# Gouden Veer

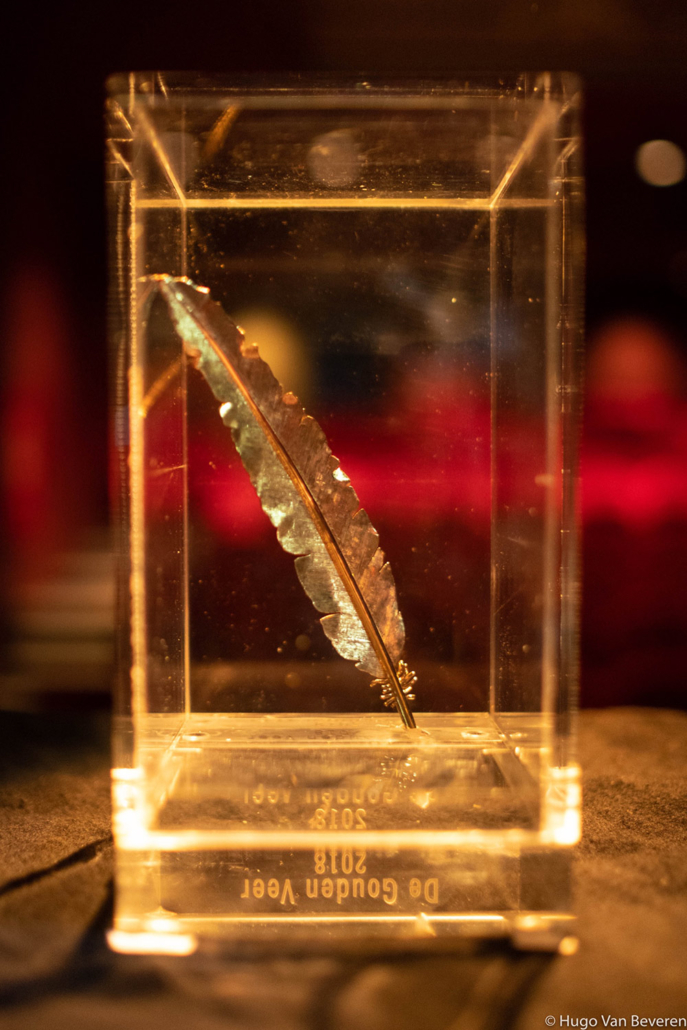
De Gouden Veer

De Gouden Veer is een tweejaarlijkse Belgische prijs die wordt toegekend aan het bedrijf dat, de vereniging die of de organisatie die de beste promotietekst heeft verstuurd. De prijs wordt beschouwd als de meest prestigieuze in zijn vakgebied in België. Aanvankelijk werden uitsluitend verkoopbrieven bekroond, maar sinds 2024 komen ook digitale teksten in aanmerking om te winnen.
Aan de wedstrijd kan elke onderneming, organisatie of vereniging gevestigd in België deelnemen met een verkooptekst in het Nederlands. In het verleden werd de prijs gewonnen door zowel multinationals als eenmansbedrijven, in de meest uiteenlopende economische sectoren. De winnaar ontvangt een gouden veer, vervaardigd door een goudsmid. De prijs heeft als doel om bedrijven, verenigingen en organisaties aan te moedigen om een verkoopbrief te versturen die (a) is opgesteld in een stijlvol, feilloos Nederlands, en (b) op een slimme manier hun doelgroep aanspreekt.
“De organisatoren van de wedstrijd menen dat wie op een duidelijke en prettige manier informatie verschaft, daarmee ook bijdraagt tot betere menselijke relaties. Zij zijn er bovendien van overtuigd dat wie de taal op een juiste manier hanteert, daarmee blijk geeft van waardering voor de medemens”
Omdat bedrijven voor deze verkoopbrieven vaak een beroep doen op een professionele copywriter, wordt ook de schrijver van de winnende brief gehuldigd.

## Geschiedenis
De Gouden Veer-wedstrijd werd in 1978 opgericht door Stijn Verrept, emeritus professor aan de faculteit Toegepaste Economische Wetenschappen van de toenmalige UFSIA (thans Universiteit Antwerpen). De Vereniging Algemeen Nederlands, de ABN-vereniging Gevaert en het Vlaamse Economisch Verbond (thans Voka) waren sponsors van het eerste uur. De prijs werd uitgereikt door Willy Claes, toenmalig minister van Economische Zaken.
De derde Gouden Veer werd in 1982 uitgereikt door Gaston Geens, de eerste minister-president van Vlaanderen. De vierde Gouden Veer ging in 1984 naar het Tongerlose Restaurant Torenhof. De brief, geschreven door Herman Van Hove, won later ook een Golden Echo Award, uitgereikt door de American Direct Marketing Association, en een Gouden Postduif in Montreux. Vanaf de vijfde editie in 1986 werd ook de Belgische Direct Marketing Vereniging sponsor van de Gouden Veer. Voor de zesde editie in 1988 was ook de Vlaamse Vereniging voor Zakelijke Communicatie een sponsor. Dat jaar won Johan Verschueren de eerste van zijn twee Gouden Veren. In 1996 won de Kredietbank (thans KBC) de tiende Gouden Veer. Deze Gouden Veer werd uitgereikt door Luc Van den Brande, toenmalig minister-president van Vlaanderen.
In 2004 won Johan Verest voor de derde maal de Gouden Veer, een record. Intussen won ook Mark Van Bogaert driemaal de prijs.
Sinds de vijftiende editie, in 2007, steunt ook het Willem Elsschot Genootschap de Gouden Veer. Deze Gouden Veer werd uitgereikt door Patrick Janssens, burgemeester van Antwerpen, aan Frederik Clarysse (24), de jongste winnaar ooit van deze prijs. Sinds 2008 organiseert een vzw, het Genootschap De Gouden Veer, de prijs. Om de prijs te financieren organiseert deze vzw ook de Gouden Veer Cursus Copywriting.
Sinds 2010 reikt het Genootschap De Gouden Veer ook het Gouden Dons uit, aan de student(e) die de beste verkoopbrief schreef in het kader van een lesopdracht aan een universiteit of hogeschool.

## Winnaars
Winnende bedrijven:
- 1978 - Uitgeverij Lannoo (copywriter: Henri Van Daele)
- 1980 - Reisbureau Intop (copywriter: Bart De Wint en Kris Baan)
- 1982 - Vertaalbureau Cogen (copywriter: André Cogen)
- 1984 - Restaurant Torenhof (copywriter: Herman Van Hove)
- 1986 - Verzekeringen Van Breda (copywriter: Peter Theunynck)
- 1988 - Het Laatste Nieuws (copywriter: Johan Verschueren)
- 1990 - Management Buy-Out Vets (copywriter: Mark Van Bogaert)
- 1992 - KLM België (copywriter: Johan Verschueren)
- 1994 - Tuingereedschap Robert Bosch (copywriter: Paul Verschueren)
- 1996 - Kredietbank (copywriter: Henny Van Gerwen)
- 1998 - Bakkerij De Bruyckere (copywriter: Johan Verest)
- 2000 - Reclamebureau OgilvyOne (copywriter: Johan Verest)
- 2002 - Bloemisterij Van Hooydonck (copywriter: Luc Van Roey)
- 2004 - Reclamebureau I DO (copywriter: Johan Verest)
- 2007 - Voetbalclub FC Wieze (copywriter: Frederik Clarysse)
- 2010 - Touax Belgium (copywriter: Gregy Vergauwen)
- 2012 - Brouwerij Bavik (copywriter: Gregy Vergauwen)
- 2014 - She Constructions (copywriter: Mark Van Bogaert)
- 2016 - The Reference (copywriter: Anton Vander Haeghen)
- 2018 - Platform-K (copywriter: Mark Van Bogaert)
- 2022 - Stripgids vzw (copywriter: Roel Daenen)
- 2024 - Jurgen Verbiest (copywriter: Jurgen Verbiest)

## Wetenswaardigheden
- Emeritus professor Stijn Verrept, de oprichter van de Gouden Veer, won als eerste niet-Amerikaan in 2001 de “Meada Gibbs Outstanding Teacher Award” van de Association for Business Communication.
- Toen voetbalclub FC Wieze de Gouden Veer won, kwamen bij de volgende thuiswedstrijd twintig procent meer toeschouwers opdagen.
- Het Genootschap De Gouden Veer organiseert ook de Gouden Veer Copycursus, een tweejaarlijkse cursus waarin zeven gewezen winnaars les geven in responsecopywriting.
- De jury van de Gouden Veer wordt samengesteld door vertegenwoordigers van de steunende verenigingen, en bestaat uit taalkundigen, marketeers en communicatiespecialisten.